# Comuna Micești, Argeș
Micești este o comună în județul Argeș, Muntenia, România, formată din satele Brânzari, Micești (reședința), Păuleasca și Purcăreni.

## Așezare
Comuna se află în centrul județului, pe malul drept al Râului Doamnei, acolo unde acesta primește apele afluentului Valea Păuleasca și pe malul opus de confluența Râului Doamnei cu Râul Târgului. Este străbătută de șoseaua națională DN73, care leagă Piteștiul de Brașov, precum și de șoseaua județeană DJ740, care duce spre sud la Mărăcineni (unde se termină tot în DN73) și spre nord-vest la Mălureni. Din DJ740, la Micești se ramifică șoseaua județeană DJ731D, care duce spre nord la Dârmănești, Coșești și Pietroșani.

## Demografie
Componența etnică a comunei Micești
     Români (80,98%)
     Romi (8,52%)
     Alte etnii (0,09%)
     Necunoscută (10,41%)
Componența confesională a comunei Micești
     Ortodocși (77,77%)
     Creștini după evanghelie (9,31%)
     Evanghelici (1,13%)
     Alte religii (0,95%)
     Necunoscută (10,85%)
Conform recensământului efectuat în 2021, populația comunei Micești se ridică la 4.610 locuitori, în creștere față de recensământul anterior din 2011, când fuseseră înregistrați 4.388 de locuitori. Majoritatea locuitorilor sunt români (80,98%), cu o minoritate de romi (8,52%), iar pentru 10,41% nu se cunoaște apartenența etnică. Din punct de vedere confesional, majoritatea locuitorilor sunt ortodocși (77,77%), cu minorități de creștini după evanghelie (9,31%) și evanghelici (1,13%), iar pentru 10,85% nu se cunoaște apartenența confesională.

## Politică și administrație
Comuna Micești este administrată de un primar și un consiliu local compus din 13 consilieri. Primarul, Nicolae Olteanu[*], de la Partidul Social Democrat, este în funcție din 1 noiembrie 2024. Începând cu alegerile locale din 2024, consiliul local are următoarea componență pe partide politice:
|  | Partid                             | Consilieri | Componența Consiliului | Componența Consiliului | Componența Consiliului | Componența Consiliului |
|  | ---------------------------------- | ---------- | ---------------------- | ---------------------- | ---------------------- | ---------------------- |
|  | Partidul Social Democrat           | 4          |                        |                        |                        |                        |
|  | Alianța pentru Unirea Românilor    | 4          |                        |                        |                        |                        |
|  | Partidul Mișcarea România Suverană | 3          |                        |                        |                        |                        |
|  | Partidul Național Liberal          | 1          |                        |                        |                        |                        |
|  | Uniunea Salvați România            | 1          |                        |                        |                        |                        |

## Istorie
La sfârșitul secolului al XIX-lea, comuna făcea parte din plasa Râul Doamnei a județului Muscel și era formată din satele Micești, Păuleasa și Budeasca, având în total 1064 de locuitori. În comună existau două mori pe Râul Doamnei, o biserică și o școală cu 45 de elevi, deschisă în 1840. La acea vreme, pe teritoriul actual al comunei mai funcționa în aceeași plasă și comuna Purcăreni, formată din satele Purcărenii Mari, Purcăreanca și Târseni, având în total 678 de locuitori; existau aici o școală mixtă și o biserică.
Anuarul Socec din 1925 consemnează comunele în plasa Golești a aceluiași județ. Comuna Micești avea 1002 locuitori în satele Micești, Păuleasca, Purcăreni-Micești și Budeasa; iar comuna Purcăreni avea 1329 de locuitori în satele Piscani, Pițigaia-Valea Bădii și Purcăreni și în cătunele Budeasa, Caracal și Zăhărești.
În 1950, comunele au fost transferate raionului Pitești din regiunea Argeș, iar în 1968 au trecut la județul Argeș, la acea dată comuna Purcăreni fiind deja desființată și satele ei trecute la comuna Micești, care avea alcătuirea actuală.

## Monumente istorice
În comuna Micești se găsește situl arheologic de interes național de la „Poiana Leana lui Nică”, aflat pe malul drept al Râului Doamnei, la intersecția șoselei Pitești- Câmpulung cu șoseaua spre Purcăreni. Situl conține castrul și limesul roman datând din secolele al II-lea–al III-lea e.n.

## Personalități născute aici
- Emanoil Bârzotescu (1888 - 1968), general care a luptat în Primul și cel de-al  Doilea Război Mondial.